# Supermarina
Supermarina fu la denominazione dello Stato Maggiore della Regia Marina durante la seconda guerra mondiale, ed entrò in funzione il 1º giugno 1940. Analogamente furono costituiti Superesercito e Superaereo. Supermarina dipendeva direttamente dal Comando Supremo italiano, controllando tutte le componenti della Regia Marina.

## Storia
Il primo progetto di un comando centralizzato per tutte le operazioni navali fu avviato nel novembre del 1934.
Nel 1938 furono ultimati gli impianti logistici e il 14 ottobre 1938 fu inaugurata la sede da Mussolini.
La sede di Supermarina fu a Roma, sul lungotevere Flaminio. Quando la capitale venne dichiarata città aperta, Supermarina si trasferì in località Santa Rosa sulla via Cassia, a circa 20 km da Roma, attuale (2011) sede del CINCNAV.
Supermarina restò in funzione fino al 12 settembre 1943. Anche se in teoria il capo di Supermarina avrebbe dovuto essere il capo di Stato Maggiore della Marina, era di fatto il sottocapo di Stato Maggiore a ricoprire la carica. Così nel periodo iniziale del conflitto, quando il capo dello Stato Maggiore della Marina era l'ammiraglio Domenico Cavagnari, il capo di Supermarina era l'ammiraglio Odoardo Somigli. Il 10 dicembre 1940 a Cavagnari succedette Arturo Riccardi e divenne sottocapo di Stato Maggiore l'ammiraglio Inigo Campioni. Infine, circa due anni dopo, divenne sottocapo dello Stato Maggiore l'ammiraglio Luigi Sansonetti. Supermarina era diviso in diverse sezioni, ognuna delle quali si occupava di compiti precisi come, ad esempio, decrittazione, movimenti strategici e comunicazioni.

Il nome secondo lo storico Marcantonio Bragadin
Sempre secondo Bragadin
A differenza delle altre marine da guerra che attribuivano ai comandanti in mare una ampia autonomia decisionale, il comandante superiore di una squadra da battaglia italiana doveva sempre attenersi agli ordini di Supermarina, e di fronte a una evoluzione degli eventi doveva comunicare e attendere istruzioni. Questa pratica fu causa durante il conflitto di vari problemi dovuti a situazioni che si evolvevano più rapidamente di quanto Supermarina potesse gestire la situazione. Dal 1940 Supermarina lasciò ai comandanti l'iniziativa dell'azione tattica, ma le rigide direttive di non ingaggiare forze nemiche superiori frenavano l'iniziativa dei comandanti. Il motivo di disposizioni così prudenti fu che comunque, la possibilità di rimpiazzo da parte italiana di navi perse in combattimento – vista la scarsità di materie prime – era quanto meno problematica. Anche la mancanza di carburante fu una motivazione addotta per giustificare, dal 1942 in poi, il mancato impiego delle unità da battaglia; fatto in parte vero visto che l'Italia non possedeva risorse petrolifere – ma va anche precisato che, alla data dell'armistizio, verranno rinvenute dai tedeschi cospicue scorte di carburanti (dell'ordine del milione di tonnellate). Tale fatto – esaltato dalla propaganda tedesca e repubblichina – era dovuto in realtà alla cessazione del traffico con l'Africa Settentrionale, avvenuto nel maggio 1943 con la caduta della Tunisia: mentre fino a quel momento le scorte di carburante erano state assorbite dalle necessità del naviglio mercantile e di scorta impegnato in continui viaggi da e per il Nord Africa, con la cessazione della guerra dei convogli le necessità di carburante della Regia Marina diminuirono fortemente, portando a un nuovo accrescimento delle scorte di carburante negli ultimi mesi del conflitto.

## Unità dipendenti
Al giugno 1940
- I Squadra navale - Taranto
- II Squadra navale - La Spezia
- Squadra sommergibili - Roma
- Dipartimento militare marittimo "Alto Tirreno"
- Dipartimento militare marittimo "Basso Tirreno"
- Dipartimento militare marittimo "Ionio e Basso Adriatico"
- Comando militare marittimo "Alto Adriatico"

All'8 settembre 1943
- Comando Forze Navali da Battaglia
- Comando Squadra Sommergibili
- Comando Forze Navali Protezione Traffico
- Ispettorato Generale M.A.S.
- Comando Superiore Forze ANTISOM
- Comando Dragaggio
- Comando Flottiglia Motozattere
- Comando Gruppo Navi Scuola
- Comando Marina "Estremo Oriente"

## Nei media
Il film Supermarina commissione d'inchiesta speciale SMG 507, di Marcello Baldi con Orso Maria Guerrini, Renzo Giovampietro e Arturo Dominici del 1977, descrisse una commissione d'inchiesta di Supermarina sull'episodio del salvataggio dei naufraghi del Kabalo da parte del comandante del sommergibile Alfredo Cappellini, Salvatore Todaro, nello sceneggiato sotto il nome di sommergibile Alessandro Volta.
Il gioco Supermarina I: Command at Sea Volume 2 del 1996 fornisce una serie di scenari ambientati nella battaglia del Mediterraneo.